# (887) Alinda

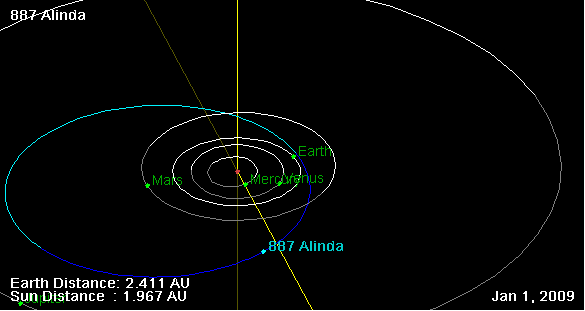
Umlaufbahn des Alinda

(887) Alinda ist ein Asteroid aus der Gruppe der Amor-Asteroiden. 

Alinda wurde am 3. Januar 1918 von dem deutschen Astronomen Max Wolf entdeckt. Benannt ist der Asteroid entweder nach der Stadt Alinda in Kleinasien oder nach einer Figur aus der Mythologie der australischen Aborigines (Mann im Mond).
Alinda bewegt sich zwischen 1,0815 AU (Perihel) und 3,8870 AU (Aphel) in 3,92 Jahren auf einer sehr exzentrischen (e = 0,5647) Bahn um die Sonne. Diese ist um 9,3329° gegen die Ekliptik geneigt. 
Alinda besitzt einen Durchmesser von 4,2 km und rotiert in etwa 73 Stunden und 58 Sekunden um die eigene Achse. Die Albedo beträgt 0,31. Alinda erreicht bei einer maximal möglichen Annäherung an die Erde von 0,1037 AU eine Helligkeit von 9,8 mag.

## Alinda-Gruppe
Neben der Zugehörigkeit zu den Amor-Asteroiden besitzt Alinda einige besondere Eigenschaften, die sie zum Namensgeber einer eigenen Gruppe von Objekten macht. Diese Gruppe bewegt sich in einer 3:1-Bahnresonanz zu Jupiter und in einer 1:4-Resonanz zur Erde, d. h., sie umkreisen während eines Jupiterumlaufs dreimal und innerhalb von vier Erdenjahren einmal die Sonne. Mitglieder haben Bahnhalbachsen von etwa 2,5 AU. Die Bahnen dieser Asteroiden werden durch die Resonanz zu Jupiter gestört, die dazu führt, dass das dort befindliche Gebiet von Asteroiden freigeräumt wird (dort befindet sich eine der Kirkwoodlücken des Hauptgürtels). Dadurch werden die Exzentrizitäten dieser Objekte beständig erhöht, bis die Resonanz bei einer Annäherung an einen der inneren Planeten aufgelöst wird. Einige Alinda-Asteroiden haben ihr Perihel nahe oder innerhalb der Erdbahn. Ein anderer Vertreter dieser Gruppe ist der Asteroid (4179) Toutatis, der sich aufgrund seiner 1:4-Resonanz mit der Erdbahn regelmäßig etwa alle vier Jahre unserem Heimatplaneten annähert.